# Plutonaster efflorescens
Plutonaster efflorescens är en sjöstjärneart som först beskrevs av Perrier 1884.  Plutonaster efflorescens ingår i släktet Plutonaster och familjen kamsjöstjärnor. Inga underarter finns listade i Catalogue of Life.